# リンクスホールディングス
株式会社リンクスホールディングスは、大阪府大阪市北区に本社を置くメンズ脱毛最大手企業。
「メンズ脱毛をもっと身近に」のコンセプトのもと、2008年3月に創業以来、主にメンズ脱毛の専門店としてRINX（リンクス）を全国に展開している。

## 沿革
- 2008年3月 - 兵庫県神戸市にリンクス1号店となる神戸本店がオープン
- 2011年11月 - 株式会社リンクスを設立
- 2012年11月 - 株式会社RINX PLUSを設立
- 2013年4月 - 株式会社リンクスホールディングスを設立
- 2020年3月 - 株式会社リンクス、株式会社RINX PLUSは株式会社リンクスホールディングスと合併

## 事業内容
- メンズ脱毛専門店「RINX」の全国運営